# Schiedeck
Das Schiedeck ist ein 2339 m ü. A. hoher Berg in den Schladminger Tauern. Der Gipfel liegt in unmittelbarer Nähe zum Schladminger Höhenweg und wird gerne in Kombination mit diesem bestiegen.

## Lage und Umgebung
Das Schiedeck liegt in den zentralen Schladminger Tauern im mittleren Schiedeckkamm, der von den Giglachseen im Süden zur Hochwurzen im Norden zieht. Trotz namensgebender Funktion ist das Schiedeck nach der gut zwei Kilometer südlich gelegenen Kampspitze (2390 m) nur der zweithöchste Gipfel des Kammes. 
Nordöstlich schließt das 130 Hektar umfassende Europaschutzgebiet (gemäß 
FFH-Richtlinie) Patzenkar an, das unter anderem wegen seiner Borstgrasgesellschaften vegetationskundlich interessant ist.

## Geologie und Geomorphologie
Typisch für das Kristallin der Niederen Tauern ist der geologische Aufbau des Berges relativ komplex. Während der Gipfelbereich aus Biotit-Chloritphyllit besteht, treten in den Hangbereichen migmatische Paragneise, Quarzite und vor allem südwestlich des Gipfels geröllführende Quarzitphyllite auf. Im oberen Patzenkar zwischen Schiedeck, Kornreitwipfl (2169 m) und Edelweißwand zeugen Moränenmaterial  sowie mehrere kleine Karseen von der glazialen Prägung der letzten Kaltzeiten. Zudem sind als rezente Erscheinungen rundherum Blockwerk und Hangschutt festzustellen.

## Aufstieg
Das Schiedeck wird sowohl im Sommer von Wanderern als auch im Winter von Skitourengehern gerne bestiegen. Vom langen, aber unschwierigen Schladminger Höhenweg zweigt in etwa 2200 m Seehöhe ein kurzer, markierter Wanderweg ab. Für den Abstecher auf die begrünte Gipfelkuppe sind im An- und Abstieg insgesamt rund 30 Minuten einzuplanen.

### Ausgangspunkte
- Ignaz-Mattis-Hütte: 2 Stunden
- Giglachseehütte: 2½ Stunden
- Hochwurzenhütte: 3 – 3½ Stunden
- Hochwurzen-Talstation, Rohrmoos: 5 – 5½ Stunden